# Алпайн
 Тази статия е за града в Юта, САЩ.  За окръга в Калифорния вижте Алпайн (окръг).  
Алпайн (на английски: Alpine) е град в окръг Юта, щата Юта, САЩ. Алпайн е с население от 7146 жители (2000) и обща площ от 18,6 km². Намира се на 1509 m надморска височина. ЗИП кодът му е 84004, а телефонният му код е 801.